# بلانكا إيناس دوران هيرنانديز
بلانكا إيناس دوران هيرنانديز (بالإسبانية: Blanca Inés Durán Hernández)‏ (مواليد 16 يونيو 1971) هي مهندسة صناعية ورئيسة بلدية شابينيرو سابقا بين عامي 2008 و 2012.
هيرنانديز سياسية وناشطة مثلية علنا. وهي في علاقة غرامية مثلية مع شريكتها كاتالينا فيلا منذ عام 2010.